# Meiersberg (Ratingen)
Meiersberg war bis 1967 eine Gemeinde im Kreis Düsseldorf-Mettmann in Nordrhein-Westfalen. Das ehemalige Gemeindegebiet gehört heute zu den Städten Heiligenhaus, Mettmann und Ratingen im Kreis Mettmann.

## Geographie und Geschichte
Seit den 1840er Jahren bestand im Landkreis Düsseldorf die Landgemeinde Meiersberg. Sie gehörte zur Bürgermeisterei Hubbelrath und bestand aus der alten bergischen Honnschaft Meiersberg. Die Gemeinde hatte keinen eigentlichen Dorfkern, sondern bestand ausschließlich aus Einzelhöfen. Diese waren im Einzelnen: Artzberg, Bocks, Bocksbändchen, Bocksberg, Bocksbusch, Bremen, Bremenbusch, Bremenfeld, Buntenkothen, Düngersbusch, Eikuhl, Freitag, Füsting, Gladbach, Grevenhaus, Grevenmühle, Gühr, Herbeck, Hofader, Hoferhäuschen, Hofermühle, Kleinherbeck, Kleinhof, Kleuvershaus, Knappen, Meisloch, Meyers, Neubrück, Niederheide, Nocken, Oben Schönenbeck, Oben Schrievers, Oben Schrievershäuschen, Oberheide, Schafstall, Scharfenstein, Scheidt, Schlink, Schring, Schule, Schwarzbachermühle, Schwarzbachhof, Starkenburg, Steinhaus, Stiel, Untenschönebeck, Wiel, Wusten, Wusterheide, Zehnthof, Zum Busch, Zum Hof, Zum Kloster, Zur Heide und Zur Straße. 
Zum 1. April 1967 wurde die Gemeinde mit der Nachbargemeinde Homberg-Bracht-Bellscheidt zur neuen Gemeinde Homberg-Meiersberg zusammengeschlossen. Homberg-Meiersberg wiederum wurde durch das Düsseldorf-Gesetz am 1. Januar 1975 auf die Städte Ratingen, Heiligenhaus und Mettmann aufgeteilt. Der größte Teil Gebiet der alten Gemeinde Meiersberg fiel an Ratingen, der Ortsteil Hofermühle an Heiligenhaus und ein Gebietsstück im Ortsteil Oberheide an Mettmann.

## Einwohnerentwicklung
| Jahr | Einwohner | Quelle |
| ---- | --------- | ------ |
| 1835 | 608       | [ 2 ]  |
| 1864 | 573       | [ 3 ]  |
| 1885 | 500       | [ 4 ]  |
| 1910 | 536       | [ 5 ]  |
| 1939 | 604       | [ 6 ]  |